# St. Leopold (Hildburghausen)

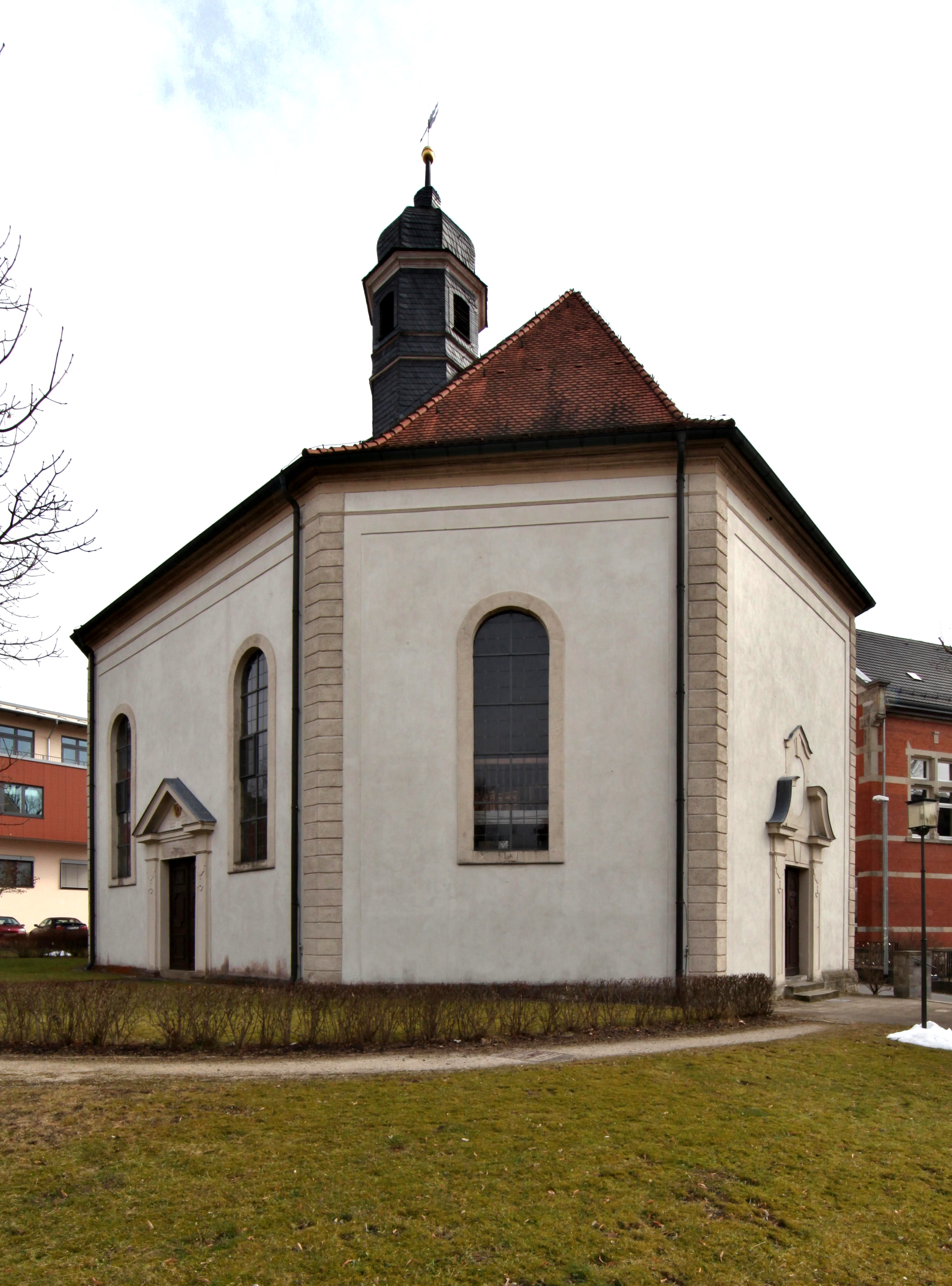
St. Leopold in Hildburghausen

Die römisch-katholische Filialkirche St. Leopold steht in Hildburghausen im thüringischen Landkreis Hildburghausen. Sie ist Filialkirche der Pfarrei St. Stefan Sonneberg im Dekanat Meiningen des Bistums Erfurt. Sie trägt das Patrozinium des heiligen Leopold.

## Geschichte
Aufgrund eines Edikts, das Herzog Ernst von Sachsen-Hildburghausen am 31. Juli 1711 erließ, fanden französische Protestanten, denen besondere Privilegien gewährt wurden, in Hildburghausen als Glaubensflüchtlinge Asyl. In den folgenden Jahren entstand im Norden, vor den Toren der Altstadt, ein neues Stadtviertel, das Hugenottenviertel. Im August 1720 beauftragte die Gemeinde der französisch reformierten Christen die Errichtung eines eigenen Gotteshauses für 2000 Taler. Am 5. Mai 1721 wurde der Grundstein gelegt und am 31. Juli 1722 folgte durch den Pastor Jean Caspar Schneider die Einweihung des Tempels im Beisein des gesamten Hildburghäuser Hofes.
Fast hundert Jahre später, im November 1824, schloss sich aufgrund stark gesunkener Mitgliederzahl die reformierte Gemeinde mit der lutherischen Gemeinde zur Unierten Kirche der Neustadt zusammen. Am 27. April 1829 verkaufte sie ihr Gotteshaus für 1200 rheinische Gulden an die katholische Kirchengemeinde. Die Finanzierung des Kaufs erfolgte durch weltweite Spenden, unter anderem des Prager Erzbischofs  Wenzel Leopold. Ihm zur Ehre wurde die Kirche später unter den Schutz des heiligen Leopold gestellt. In der Folge ließ die katholische Gemeinde den Innenraum umgestalten. Ursprünglich waren die Bänke in Kreisform und die Empore ganz umlaufend um einen einfachen Abendmahltisch in der Mitte angeordnet.
Eine weitere Umgestaltung des Innenraums wurde 1913 durchgeführt. Eine Sanierung des Kirchturms erfolgte 1989. Eine umfangreiche Restaurierung des Innenraums fand Anfang der 1990er Jahre statt.

## Architektur
Die Architektur des neun Meter hohen Barockbaus, der als Grundriss ein von Westen nach Osten gestrecktes Achteck von etwa 22 Meter Länge und 14 Meter Breite sowie 335 Quadratmeter Grundfläche hat, orientierte sich am 1664 zerstörten „Temple Neuf“ von Montauban. Ursprünglich waren zwölf Fenster und vier Türen vorhanden, vier Fenster und drei Türen wurden nach 1829 zugemauert. Das Eingangsportal auf der Westseite verblieb. Über dem Nordportal befindet sich zu Ehren von Herzog Ernst Friedrich I., der den Bau unterstützte, das „Große Sächsische Wappen“. Den Abschluss bildet ein Walmdach mit einem hölzernen, verschieferten Dachreiter in der Mitte. Der Turm hat einen achteckigen Grundriss mit einer geschweiften Kuppel und aufgesetztem Knopf sowie Turmzier.

## Ausstattung
Der Innenraum mit etwa 150 Sitzplätzen wird durch den Hochaltar auf der Ostseite geprägt. Er ist ein Geschenk von Erzbischof Wenzel Leopold und stammt aus der Aschaffenburger Stiftskirche. Im Jahr 1864 erfolgten seine Herrichtung und die Vergoldung des Nussbaumholzes. Mittelpunkt des Altars ist der im unteren Teil angeordnete Tabernakel, über dem die Gottesmutter Maria mit dem Jesuskind und die Heiligen Drei Könige dargestellt sind. Den oberen Abschluss bilden die Figur des heiligen Georg und das Jesus-Monogramm in einem Strahlenkranz.
Auf der Südseite steht ein Marienaltar aus dem Jahr 1746, der die Aufnahme Mariens in den Himmel zeigt. Das Deckengemälde mit der Darstellung der Verklärung des Herrn schuf Max Rossmann im Jahr 1913. Die Orgel ist ein Werk des Gothaer Orgelbaumeisters Rudolf Böhm, der die zweimanualige, mechanische Schleifladenorgel im Jahr 1955 errichtete.
Unter den Emporen und den seitlichen Kirchenfenstern befindet sich ein Kunstwerk mit einer besonderen Entstehungsgeschichte: ein Kreuzweg, bestehend aus vierzehn Stationstafeln und einer Informationstafel über den Hintergrund seiner Entstehung aus dem Jahr 1940/41, geschaffen vom Glasmalereikünstler Wilhelm Pütz aus München im Auftrag von Saarländern, die 1939/40 in Hildburghausen evakuiert waren und die den Kreuzweg ex voto gestiftet haben.
Im Dachreiter hängt eine Bronzeglocke von etwa 60 Zentimetern Höhe, 90 Zentimetern Durchmesser und einem Gewicht von 6 Zentnern und 38 Pfund. Sie trägt Renaissance-Ornamente am oberen und unteren Rand, die fürstlichen Initialen, das herzogliche Wappen und die Aufschrift „Johann Heinrich Graulich in Hildburghausen goß mich 1722“.